# Gol Bolagh
Gol Bolagh – wieś w Iranie, w ostanie Kurdystan, w szahrestanie Bidżar. W 2006 roku liczyła 177 mieszkańców.